# FC Blau-Weiß Feldkirch
Maillots
FC Blau-Weiß Feldkirch est un club autrichien de football basé à Feldkirch.

## Historique
- 1945 : FC Blau-Weiß Feldkirch

## Parcours
- 2006-2007 : Regionalliga West
- 2007-2008 : Regionalliga West
- 2008-2009 : Regionalliga West
- 2009-2010 : Regionalliga West
- 2010-2011 : Landesliga Vorarlberg